# Freix-Anglards
Freix-Anglards – miejscowość i gmina we Francji, w regionie Owernia-Rodan-Alpy, w departamencie Cantal.
Według danych na rok 1990 gminę zamieszkiwały 274 osoby, a gęstość zaludnienia wynosiła 15 osób/km² (wśród 1310 gmin Owernii Freix-Anglards plasuje się na 580. miejscu pod względem liczby ludności, natomiast pod względem powierzchni na miejscu 508.).